# Калашников, Владимир Дмитриевич
Владимир Дмитриевич Калашников (17 декабря 1953, Нижний Тагил, СССР) — советский футболист, советский и российский футбольный тренер.

## Биография

### Карьера футболиста
Родился в 1953 году в Нижнем Тагиле, воспитанник местного футбола. Первый тренер — Павел Иванович Коротков. Состоял в ВЛКСМ. Карьера футболиста и тренера связана с двумя клубами «Уралец» Нижний Тагил и «Урал» («Уралмаш») Екатеринбург.
Карьеру начал в 1971 году в нижнетагильском «Уральце», выступавшем во второй лиге чемпионата СССР. В 1975 году вместе с командой занял первое место в лиге, однако, уступив в переходных матчах, команда продолжила выступать во второй лиге. Со следующего сезона Калашников стал игроком «Уралмаша», который в прошедшем сезоне покинул первую лигу. В сезоне 1976 «Уралмаш» занял первое место во второй лиге и победил в переходных матчах. Калашников продолжил выступать за «Уралмаш» в первой лиге, и в 1977 году был признан лучшим игроком команды в сезоне. В 1979 году Калашников заболел гепатитом, после лечения продолжил выступать, но вскоре, по состоянию здоровья, был вынужден завершить карьеру футболиста.

### Карьера тренера
После завершения карьеры футболиста вернулся в Нижний Тагил, где устроился работать завучем в ДЮСШ. Вскоре Калашникова пригласили в тренерский штаб «Уральца», где он работал в течение пяти лет. В 1987 году был назначен главным тренером «Уральца», на этой должности работал до 1989 года, так как был приглашён в тренерский штаб «Уралмаша», возглавляемый Корнеем Шперлингом.
В штабе «Уралмаша» работал до сентября 1994 года, пока не был назначен главным тренером команды, сменив на этом посту Виктора Шишкина. Под руководством Калашникова «Уралмаш» провёл концовку сезона 1994 и сохранил прописку в Высшей лиге чемпионата России. Сезон 1995 команда полностью провела под руководством Калашникова и заняла восьмое место в Высшей лиге, этот результат на данный момент является наивысшем достижением клуба. В начале следующего сезона Калашников был переведён на должность начальника команды.
В 1997 году работал в структуре ижевского «Газовик-Газпрома». В январе 1998 года был назначен главным тренером «Уралмаша», выступающего уже во втором дивизионе чемпионата России, где работал до августа. В начале 2000-х работал в качестве спортивного функционера — был директором спортивного комплекса «Уралмаш» и заместителем председателя федерации футбола Свердловской области.
Летом 2004 года после отставки Павла Гусева вернулся в «Урал» в качестве главного тренера. Под руководством Владимира Калашникова «Урал», выступавший во втором дивизионе, вернулся в первый дивизион. После выхода команды в первый дивизион руководством было принято решение пригласить на должность главного тренера более опытного Александра Побегалова. В то же время Владимир Калашников был назначен на должность старшего тренера команды, которую занимает по настоящее время, несмотря на сменяемость главных тренеров.